# Podagrionella indarbelae
Podagrionella indarbelae är en stekelart som beskrevs av T.C. Narendran och Sureshan 1988. Podagrionella indarbelae ingår i släktet Podagrionella och familjen gallglanssteklar. Inga underarter finns listade i Catalogue of Life.